# Cymbopetalum gracile
Cymbopetalum gracile är en kirimojaväxtart som beskrevs av Robert Elias Fries. Cymbopetalum gracile ingår i släktet Cymbopetalum, och familjen kirimojaväxter. Inga underarter finns listade i Catalogue of Life.